# ۵۲مین دوره جوایز هنری بکسانگ
۵۲مین دورهٔ جوایز هنری بکسانگ (کره‌ای: 제52회 백상예술대상) مراسم در 3 ژوئن 2016 در سالن بزرگ صلح، دانشگاه کیونگ هی در سئول برگزار شد. این برنامه به صورت زنده از جی‌تی‌بی‌سی پخش شد و میزبان آن شین دونگ یوپ و به سوزی بود. این مراسم که توسط Ilgan Sports و جی‌تی‌بی‌سی پلاس برگزار شده‌است، تنها مراسم اهدای جوایز کره جنوبی است که از برترین‌های فیلم و تلویزیون قدردانی می‌کند.
بالاترین افتخارات شب، جایزه بزرگ (دسانگ)، در بخش فیلم به لی جون ایک کارگردان فیلم‌های دونگ جو: تصویر یک شاعر، تخت پادشاهی و در بخش تلویزیون به درام نسل خورشید اهدا شد.

## برندگان و نامزدها
- برندگان ابتدای لیست و با حروف درشت برجسته می‌شوند.[۳]
  - نامزدها[۴][۵]

### فیلم
| جایزه بزرگ | |
| - لی جون ایک (کارگردان) - دونگ جو: تصویر یک شاعر، تخت پادشاهی | |
| بهترین فیلم | بهترین کارگردان |
| - ترور - دونگ جو: تصویر یک شاعر - مقام چهارم - مرد نفوذی - کهنه سرباز                                                                                                | - ریو سونگ وان - کهنه سرباز - چوی دونگ هون - ترور - لی جون ایک - دونگ جو: تصویر یک شاعر - اوه سونگ ووک - بی شرم - وو مین هو - مرد نفوذی                                            |
| بهترین کارگردان تازه‌کار | بهترین فیلمنامه |
| - هان جون هی - دخترک کمد قفلی - آن گوک جین - آلیس در سرزمین صمیمانه - چوی سونگ یون - سو سائک - هونگ وون چان - دفتر - کیم سونگ جه - نظر اقلیت                         | - آن گوک جین - آلیس در سرزمین صمیمانه - چوی دونگ هون - ترور - کواک کیونگ تک، هان سونگ وون - پرونده طبقه‌بندی شده - ریو سونگ وان - کهنه سرباز - شین یون شیک - دونگ جو: تصویر یک شاعر |
| بهترین بازیگر نقش اول مرد | بهترین بازیگر نقش اول زن |
| - لی بیونگ هون - مرد نفوذی - بک یون شیک - مرد نفوذی - هوانگ جونگ مین - کهنه سرباز - سونگ کانگ هو - تخت پادشاهی - یو آه این - تخت پادشاهی                             | - جون دو یون - بی شرم - هان هیو جو - زیبایی درون - جون جی هیون - ترور - کیم هه سو - محله چینی‌ها - لی جونگ هیون - آلیس در سرزمین صمیمانه                                            |
| بهترین بازیگر نقش فرعی مرد | بهترین بازیگر نقش فرعی زن |
| - لی گیونگ یانگ - نظر اقلیت - به سونگ وو - دفتر - چو جین وونگ - ترور - اوه دال سو - کهنه سرباز - اوم ته گو - دخترک کمد قفلی                                          | - را می ران - هیمالیا - جانگ یونگ نام - پرونده طبقه‌بندی شده - جئون هه جین - تخت پادشاهی - ریو هیون کیونگ - دفتر - اوم جی وون - سکوت                                                |
| بهترین بازیگر تازه‌کار مرد | بهترین بازیگر تازه‌کار زن |
| - پارک جونگ مین - دونگ جو: تصویر یک شاعر - گو کیونگ پیو - دخترک کمد قفلی - پارک بوگوم - دخترک کمد قفلی - پارک سو جون - تاریخچه‌هایی از شیطان - ته این هو - جزیره سایه | - پارک سو دام - کشیش‌ها - جونگ ها دام - گل فولادی - کیم سه بیوک - فانتزی نیمه تابستان - کیم شی یون - سو سِک - کوان سو هیون - مدونا                                                   |
| محبوب‌ترین بازیگر مرد | محبوب‌ترین بازیگر زن |
| - دو کیونگ سو - عشق پاک | - به سوزی - صدای یک گل |

### تلویزیون
| جایزه بزرگ | بهترین درام |
| - نسل خورشید (درام) | - سیگنال - نسل خورشید - پاسخ ۱۹۸۸ - او زیبا بود - شش اژدهای پرنده                                                                                                   |
| بهترین برنامه سرگرمی | بهترین برنامه آموزشی |
| - پادشاه ماسک - مدرسه بازیگر - تلویزیون کوچک من - لطفاً از یخچال من مراقبت کنید - همان تختخواب، رویاهای مختلف                                           | - بازرسی - گفتگوی کیم جی دونگ با تو - انسان بعدی - باشگاه راز خوانندگان - باد برای مدرسه                                                                            |
| بهترین کارگردان | بهترین فیلمنامه |
| - شین وون هو – پاسخ ۱۹۸۸ - جونگ دائه یون – او زیبا بود - کیم وون سوک – سیگنال - لی اونگ بوک، بک سانگ هون – نسل خورشید - شین کیونگ سو – شش اژدهای پرنده | - کیم یون هی – سیگنال - کیم یون سوک، کیم وون سوک – نسل خورشید - کیم یونگ هیون، پارک سانگ یون – شش اژدهای پرنده - لی وو جونگ – پاسخ ۱۹۸۸ - یانگ هی سانگ – اوه روح من |
| بهترین بازیگر نقش اول مرد | بهترین بازیگر نقش اول زن |
| - یو آه این – شش اژدهای پرنده - چو جین-وونگ – سیگنال - جو وون – یونگپال - نام گونگ مین – به یادآور - سونگ جونگ کی – نسل خورشید                         | - کیم هه سو – سیگنال - هوانگ جونگ اوم – او زیبا بود - کیم هیون جو – من یک معشوقه دارم - را می ران – پاسخ ۱۹۸۸ - سونگ هه کیو – نسل خورشید                            |
| بهترین بازیگر تازه‌کار | بهترین بازیگر زن تازه‌کار |
| - ریو جون یول – پاسخ ۱۹۸۸ - آن جه هونگ - پاسخ ۱۹۸۸ - بیون یو هان – شش اژدهای پرنده - لی دونگ هوی – پاسخ ۱۹۸۸ - یوک سونگ جائه – تو کیستی: مدرسه ۲۰۱۵    | - کیم گو یون – پنیر در تله - لی هیه ری – پاسخ ۱۹۸۸ - لی سونگ کیونگ – ملکه گل‌ها - پارک سو دام – چون این اولین باره - ریو هه یونگ – پاسخ ۱۹۸۸                         |
| محبوب‌ترین بازیگر مرد | محبوب‌ترین بازیگر زن |
| - سونگ جونگ کی – نسل خورشید | - سونگ هه کیو – نسل خورشید |
| بهترین مجری ورتی مرد | بهترین مجری ورتی زن |
| - کیم گورا – تلویزیون کوچک من - جونگ جون‌ها – چالش بی‌انتها - کیم سانگ جو – پادشاه ماسک - کیم یونگ چول – مرد واقعی - یون جونگ سو – با تو                 | - کیم سوک – با تو - هونگ یون هوا – مردمی که به دنبال یک خنده هستند - جانگ دو یئون – کمدی بیگ لیگ - اوه نا می – کنسرت گاگ - پارک نا رائه – کمدی بیگ لیگ              |

### جوایز ویژه
| جوایز                    | گیرنده                    |
| ------------------------ | ------------------------- |
| جایزه مد این استایل      | پارک بوگوم، به سوزی       |
| جایزه ستاره جهانی آی‌چی‌یی | سونگ جونگ کی، سونگ هه کیو |